# جزيرة أيو
جزيرة أيو هي شعب حلقي تمثل إحدى جزيرتي جزر أيو الرئيسيتين ويقع جنوب جزر آسيا وشمال جزر راجا أمبات في إندونيسيا.
تنتمي جزيرة أيو إدارياً إلى مقاطعة بابوا الغربية الاندونيسية.
تعد مدينة مونوكواري المدينة الرئيسية في الجزيرة التي يبلغ تعداد سكانها 155000 نسمة تقريباً، ترجع أصولها إلى أصول ميلانيزية وبابوانية وأسترونيزية.

## وصلات خارجية
- معلومات عن جزيرة أيو
- خريطة مفصلة